# The People vs. Emil Blonsky
«The People vs. Emil Blonsky» (с англ. — «Народ против Эмиля Блонски») — третий эпизод американского сериала «Женщина-Халк: Адвокат» (2022), основанного на одноимённом персонаже комиксов Marvel. В этом эпизоде адвокат Дженнифер Уолтерс / Женщина-Халк пытается добиться условно-досрочного освобождения из тюрьмы своего клиента Эмиля Блонски / Мерзости. Действие эпизода происходит в медиафраншизе «Кинематографическая вселенная Marvel» (КВМ), разделяя преемственность с фильмами франшизы. Сценаристами выступили Франческа Гейлз и Жаклин Джей Гейлз, а режиссёром — Кэт Койро.
Татьяна Маслани исполняет роль Дженнифер Уолтерс / Женщины-Халка; в эпизоде также сыграли Джош Сегарра, Джинджер Гонзага, Megan Thee Stallion, Рене Элиз Голдсберри, Бенедикт Вонг и Тим Рот (Блонски). Койро присоединилась к сентябрю 2020 года, чтобы стать режиссёром большинства эпизодов сериала.
Эпизод «Народ против Эмиля Блонски» был выпущен на Disney+ 1 сентября 2022 года.

## Сюжет
Адвокат Дженнифер Уолтерс приходит в тюрьму к Эмилю Блонски и заявляет, что после утечки видеозаписи, на которой Эмиль в облике Мерзости участвует в подпольном бойцовском клубе после побега из тюрьмы, шансов Блонски получить условно-досрочное освобождение нет. Блонски говорит Уолтерс, что сбежал из тюрьмы не по своей воле: его забрал Верховный чародей Вонг. Эмиль добавляет, что после боя добровольно вернулся в камеру.
Уолтерс пытается связаться с Вонгом, а известие о её назначении адвокатом Блонски вызывает общественный резонанс. Бывший коллега Уолтерс Деннис Буковски обращается в отдел сверхчеловеческого права по делу, касающемуся его бывшей девушки Руны, светлого эльфа-оборотня из Нового Асгарда, которая обманула его, выдавая себя за Megan Thee Stallion; дело поручено коллеге Дженнифер Августу «Пагу» Пульезе.
Во время обсуждения дела об обмане Буковски прибывает Вонг и объясняет Уолтерс, что забрал Блонски из тюрьмы против воли последнего, объяснив это необходимостью в достойном противнике. Дженнифер предлагает Вонгу дать показания на слушаниях по условно-досрочному освобождению Блонски. Буковски и Пульезе приходят к выводу, что Буковски потратил на ненастоящую Megan Thee Stallion $175 млн.
Во время слушания несколько свидетелей делают свои заявления в сторону защиты Блонски, рассказывая о совершённых им добрых делах. В это время идёт слушание по делу обмана Денниса Буковски. Судья решает передать это дело в суд.
На слушание по делу Блонски прибывает Вонг и даёт показания. Присяжные принимают полученную информацию, однако считают, что когда Блонски превращается в Мерзость, то становится неконтролируемым кровожадным монстром. Эмиль решает доказать обратное и превращается в Мерзость, демонстрируя, что сохраняет контроль над собой. Присяжные сообщают Вонгу, что, забрав заключённого из тюрьмы, он совершил преступление. Услышав это, Вонг уходит через портал.
Дженнифер и её подруга Никки Рамос сидят в баре, и к ним приходит Пульезе, жалующийся на Буковски. Уолтерс помогает Пагу выиграть дело, которое закрыли в пользу Буковски. Деннису будет выплачена денежная компенсация в размере $175 млн, а Руну приговаривают к 60 дням заключения за то, что она приняла облик адвоката.
Комиссия приняла решение условно-досрочно освободить Блонски со следующими условими: Эмилю запрещается превращаться в Мерзость и он должен будет постоянно носить ингибитор. Спустя некоторое время Уолтерс в облике Женщины-Халка даёт телеинтервью.
По пути домой на Уолтерс нападают четыре парня, вооружённые асгардской строительной техникой, которые пытаются украсть образец её крови. Дженнифер превращается в Женщину-Халка и избивает их, что вынуждает их отступить.
В сцене после титров настоящая Megan Thee Stallion соглашается стать клиентом Уолтерс, после чего обе танцуют тверк.

## Производство

### Разработка
В августе 2019 года студия Marvel Studios объявила, что «Женщина-Халк: Адвокат» разрабатывается для стримингового сервиса Disney+. В сентябре 2020 года Кэт Койро была нанята режиссёром первого и пяти других эпизодов, а также исполнительным продюсером сериала. В число исполнительных продюсеров, помимо Койро и главного сценариста Джессики Гао, входят Кевин Файги, Луис Д’Эспозито, Виктория Алонсо и Брэд Уиндербаум. Третий эпизод, «The People vs. Emil Blonsky» (с англ. — «Народ против Эмиля Блонски»), был написан Франческой Гейлз и Жаклин Джей Гейлз и вышел на Disney+ 1 сентября 2022 года.

### Сценарий
Первоначальный вариант сценария Джессики Гао предполагал, что в сериале будет больше судебного процесса над Эмилем Блонски, который должен был занять несколько серий. Когда сценаристы начали разрабатывать сериал, то поняли, что не смогли бы написать «захватывающие сцены суда», и изменили подход к персонажу в сериале. Гао сказала, что фраза в эпизоде, касающаяся всех камео, появилась во время постпроизводства, когда «действительно казалось, что камео было много», и, оставаясь в русле персонажа, Дженнифер Уолтерс ломает четвёртую стену, чтобы обратиться к зрителям. Комментарии пользователей, добавленные в социальных сетях в ответ на анонс сериала «Женщина-Халк» в 2019 году, были вдохновлены реальными женоненавистническими комментариями, написанными на аккаунтах Marvel в социальных сетях.
Рэп-исполнительница Megan Thee Stallion появляется в эпизоде в роли самой себя, а асгардская эльфийка Руна, умеющая менять облик, обманывает Денниса Буковски, выдавая себя за Megan Thee Stallion. Гао объяснила, что они искали «известную, красивую, успешную женщину» на роль человека, за которого выдаёт себя Руна, и что сюжет был бы скорректирован с учётом того, кто был бы выбран на эту роль. Актриса сериала Джамила Джамил предложила кандидатуру Меган после того, как они вместе работали над сериалом «Легендарно». Все создатели «потеряли голову» от этого предложения, потому что, как объяснила Кэт Койро, Меган была «идеальна на стольких уровнях, как красивая молодая знаменитость, которая никогда бы не стала встречаться с Деннисом Буковски, но также как сильная женщина, которая воплощает многое из того, что воплощает Женщина-Халк».
Койро считает, что сцена, в которой, после нападения Крушителей, Уолтерс понимает, что может превратиться в Женщину-Халка и дать отпор, была «исполнением желания любой женщины, когда-либо жившей на свете». Джессика Гао отметила, что сценаристы смогли адаптировать и переосмыслить Крушителей так, как они считали нужным для сериала.

### Кастинг
В эпизоде снялись Татьяна Маслани в роли Дженнифер Уолтерс / Женщины-Халка, Джош Сегарра в роли Августа «Пага» Пульезе, Джинджер Гонзага в роли Никки Рамос, Megan Thee Stallion в роли самой себя, Бенедикт Вонг в роли Вонга, Рене Элиз Голдсберри в роли Мэллори Бук и Тим Рот в роли Эмиля Блонски / Мерзости. Также снялись Стив Култер в роли Холдена Холлиуэя, Ник Гомес в роли Крушителя, Джастин Итон в роли Громобоя, Дрю Мэтьюз в роли Денниса Буковски, Пег О’Киф в роли Руны и Джордж Брайант в роли судьи Прайса. Ведущие новостей Джон Грегори, Боб Декастро, Джессика Родригез, Карла Мартинес и Рауль Гонселес выступают в роли самих себя:30:01.

### Съёмки и визуальные эффекты
Съёмки проходили на студии Trilith Studios в Атланте (Джорджия), режиссёром эпизода выступила Кэт Койро, а оператором — Флориан Баллхаус:1. Для Койро был предоставлен доступ к фильму «Шан-Чи и легенда десяти колец» (2021), чтобы выбрать кадры, наиболее подходящие для сериала.
В сцене после титров эпизода показана сцена, в которой Женщина-Халк принимает Megan Thee Stallion в качестве клиентки и танцует с ней тверк. Данная сцена была добавлена ради Татьяны Маслани, которая является большой поклонницей Megan Thee Stallion, и создатели хотели дать Маслани сцену с ней. Маслани назвала танцы и съёмки сцены после титров «величайшим днём [и моментом] в моей жизни», и она, и Джессика Гао надеялись, что Marvel выпустит закулисную версию этой сцены с её танцами в костюме захвата движения. Компания Marvel опубликовала данный видеоматериал после премьеры финального эпизода.
Визуальные эффекты для эпизода были созданы компаниями Digital Domain, Wētā FX, Trixter, Wylie Co, Cantina Creative, SDFX Studios, Capital T, Keep Me Posted, WeFX и Lightstage:31:10–31:29.

### Музыка
В эпизоде звучат следующие песни: «VIP» от Сэма Гарая, «Go Easy On My Love» от Стюарта Барри Максфилда и Аарона Дэвида Андерсона, «Seize the Power» от группы Yonaka и «Body» от Megan Thee Stallion:31:44.

## Маркетинг
В эпизод включён QR-код, позволяющий зрителям получить доступ к бесплатной цифровой копии комикса Savage She-Hulk (1980) #2. После премьеры эпизода Marvel объявила о выпуске товаров, вдохновлённых эпизодом, в рамках еженедельной акции «Marvel Must Haves» для каждого эпизода сериала, включая набор для макияжа от Urban Decay с логотипом сериала, футболку с изображением Женщины-Халка и Megamoji-фигурки Женщины-Халка и Халка.

## Реакция

### Зрители
Согласно данным фирмы Nielsen Media Research, которая измеряет количество минут, просмотренных американской аудиторией, сериал «Женщина-Халк: Адвокат» стал шестым самым просматриваемым оригинальным сериалом на потоковых сервисах за неделю с 29 августа по 4 сентября 2022 года с 472 млн просмотренных минут, что на 21 % больше, чем на предыдущей неделе. По данным агрегатора потокового вещания Reelgood, который изучает количество просмотров на потоковых сервисах в США и Великобритании, «Женщина-Халк: Адвокат» стала четвёртым самым просматриваемым сериалом за неделю, закончившуюся 2 сентября 2022 года. Согласно данным платформы TV Time, принадлежащей компании Whip Media, «Женщина-Халк: Адвокат» — лучший транслируемый сериал среди зрителей в США за неделю, закончившуюся 4 сентября.

### Критики
На сайте-агрегаторе рецензий Rotten Tomatoes эпизод имеет рейтинг 89 % со средней оценкой 7,3 из 10 на основе 98 отзывов. Амелия Эмбервинг из IGN дала серии 8 баллов из 10, отметив роль Джоша Сегарры и камео Megan Thee Stallion. Дженна Шерер из The A.V. Club поставила эпизоду оценку «B-» и подчеркнула, что второстепенный сюжет с делом Буковски «изначально интересен», но затем «быстро изнашивается». Алек Боджалад из Den of Geek вручил серии 3 звезды с половиной из 5 и написал, что «прямо сейчас „Женщина-Халк“ ощущается как юридическая комедия, которую фанат Marvel снял бы, если бы ему дали карт-бланш». Арезу Амин из Collider присвоила эпизоду оценку «A-» и понадеялась, что Megan Thee Stallion ещё появится в шоу. Фэй Уотсон из GamesRadar дала серии 2 звезды с половиной из 5 и посчитала, что «несмешной сюжет снижает градус напряжения». Бен Шерлок из Game Rant оценил эпизод в 3 звезды с половиной из 5 и подметил, что сцены после титров в «Женщине-Халке» «используются, чтобы придать каждой серии комедийный оттенок».

## Комментарии
1. ↑  Как показано в фильме «Шан-Чи и легенда десяти колец» (2021).